# Виктор Франкъл
Виктор Емил Франкъл (на немски: Viktor Frankl) е австрийски невролог и психиатър.
Той разработва собствено психотерапевтично учение, което още през 1926 г. обозначава с понятието логотерапия. „Logos“, според личното предпочитание на Франкъл, се използва в значението на „дух“. Духът е онова измерение на човешкото, което в най-голяма степен вълнува човека и лекаря Виктор Франкъл, и от което според него изобщо тръгва различието между хуманната и ветеринарната медицина. Духът може да се разбира като свобода, съзнание и като волята за смисъл. Тази заявка за излизане от психологизма, както и обвързването на понятията „смисъл“ и „здраве“, превръщат логотерапията в един от най-силните комуникатори на темата за смисъла на живота във втората половина на 20 век. По собствените му думи, неговата психотерапевтична ориентация съответства на една „висша психология“ – идея, заявена за първи път през 1938 г. Той самият избягва да отнася себе си към някое конкретно психологическо направление, въпреки че според всеобщото мнение логотерапията е хуманистична и/или екзистенциална психотерапия.

## Биография

### Живот преди войната
Франкъл е роден във Виена, в семейство на еврейски чиновник. Според личните му свидетелства, философията силно вълнува младежкия му ум и въпросът за смисъла на живота е негово „настолно“ занимание. Франкъл учи медицина във Виенския университет и впоследствие специализира неврология и психиатрия. В ученическите си години се интересува от психоанализа, но в крайна сметка попада под влиянието не на Фройд, на когото изпраща писма и материали, а на Алфред Адлер. До 1927 г. Франкъл е член на Дружеството по индивидуална психология. Разривът с Адлер дава на Франкъл теоретична свобода и още през 1929 г. той формулира своята идея за трите групи ценности, като пътища за постигане на смисъла в живота. По същото време Франкъл започва да прилага и своето терапевтично know-how – „парадоксалната интенция“, която описва едва през 1939 г.
След изключването му от Дружеството по индивидуална психология, Франкъл организира „места за младежки консултации, където млади хора с душевни проблеми получават безплатни консултации“. През 1930 г. организира специална акция по времето, когато се раздават годишните свидетелства на учениците, и като резултат „за първи път от много години във Виена не бе регистрирано нито едно самоубийство на ученик“.
Между 1933 и 1937 г. оглавява женското отделение в психиатричната болница „Ам Щайнхоф“, наричано „павилион на самоубийците“. За тези четири години Франкъл лекува около 12 хиляди пациентки. След навлизането на хитлеристките войски Франкъл поема ръководството на неврологичното отделение на болница „Ротшилд“. Тук следва един от най-противоречивите епизоди от живота му. Тъй като в болницата често докарват пациенти евреи, направили опит за самоубийство, Франкъл търси различни начини за тяхното спасяване, като си позволява да прави мозъчни операции, въпреки че никога не е работил като хирург и дори не е присъствал на хирургична операция. По този повод Pytell обръща внимание, че така описаните от самия Франкъл обстоятелства не са нищо друго освен „хирургически експеримент“, което само по себе си повдига някои въпроси относно професионалната етика на създателя на „Третото виенско направление“.

### Концентрационни лагери
През 1941 г. Франкъл се оженва за първата си жена, Тили Гросер. На следващата година, нацистите принуждават младото семейство да направи аборт. На 25 септември 1942 г. Франкъл, съпругата му и родителите му са арестувани и депортирани в еврейското гето Терезиенщад (недалеч от Прага), където Франкъл продължава работата си с предотвратяване на самоубийства, предлагайки психотерапевтична помощ. Бащата на Франкъл умира в Терезиенщад. Брат му Валтер и съпругата му също са арестувани, а сестра му Стела успява да емигрира в Австралия. Две години по-късно, на 19 октомври 1944 г., Франкъл и съпругата му са депортирани в Аушвиц, а след 4 дни там е отведена и майка му. Във връзка с преживяванията си в Аушвиц Франкъл разказва: „на гарата в Аушвиц новодошлите лагерници трябва да бъдат разпределени – годните за работа биват настанявани в жилищните постройки, а всички останали се изпращат директно в газовите камери“. Франкъл твърди, че когато идва неговият ред, д-р Менгеле го насочва „наляво“, т.е. към газовите камери, но поради объркването и дезориентацията, той се връща обратно при своите познати, „зад гърба“ на Менгеле и така без да знае сам, спасява живота си.
В „Ненаписаното в моите книги“ Франкъл споменава за още два лагера, в които е преместван след Аушвиц – Кауферинг и Тюркхайм, но не уточнява колко време остава във всеки от тях. По данни на Pytell, през 1991 г. Франкъл споделя пред Робърт Шулер, че е прекарал в Аушвиц 3 – 4 дни. Отново според Pytell, Франкъл прекарва в лагера Кауферинг не повече от 5 месеца, а в Тюркхайм по-малко от 2 месеца. Мнозина биха се изненадали, казва Pytell, да разберат, че Франкъл е бил в Аушвиц само няколко дни, като се има предвид, че в „Човекът в търсене на смисъла“, той създава впечатлението, че престоят му там е продължил цяла вечност. Лагерният живот на Франкъл приключва на 27 април 1945 г. когато е освободен от американски войски. Франкъл се прибира през август във Виена и в рамките на няколко дни научава за смъртта на съпругата си (изпратена в лагера Берген-Белзен), майка си, брат си и съпругата му (и тримата в Аушвиц).

### Живот след 1945
През 1947 г. Франкъл се жени за Елеонора Катерина Швинд. Двамата имат дъщеря – Габриеле. Дълги години той е професор по неврология и психиатрия във Виенския университет, но заема професура в Харвард и в университетите в Далас и в Питсбърг. Американският международен университет в Калифорния създава за него професура по логотерапия. Удостоен е с 27 почетни докторски титли от университети от цял свят. Неговите 31 книги са преведени на 34 езика. Само от американското издание на „Човекът в търсене на смисъла“ са продадени 9 милиона копия. Според Библиотеката на Конгреса във Вашингтон става дума за „една от десетте книги с най-голямо влияние в Америка“. Последната си лекция Виктор Франкъл изнася на 90-годишна възраст във Виенския университет през 1995 г.

## Теория и терапия
Според някои изследователи логотерапията е едновременно философски, медицински и популярно-религиозен конструкт. Тя е еклектична не само в психотерапевтичен смисъл, но и като културен феномен. Лечението чрез смисъл успешно предизвиква интереса както на специалистите в областта на приложната психотерапия, така и на изкушените във философията. Освен всичко друго логотерапията настоява за реабилитирането на религиозния опит на личността и използването му в оздравителния процес, което дава основание на Доналд Туиди да я определя като „религиозно ориентирана теория“. А сантименталният привкус на някои от по-популярните текстове на Франкъл привлича немалко автори на наръчници по самопомощ, в които логотерапията се представя по правило като спасително средство за хора в беда.
Лого-теорията не е учение за това, кой е смисълът на живота. Убеждението на Виктор Франкъл в безусловния смисъл на всеки човешки живот, независимо от обстоятелствата, е само последица от неговите антропологически усилия да открои автентичната форма на човешкото битие. Какво представлява човекът екзистенциално е въпросът, който логотерапията неизменно задава, опитвайки се да покаже, че антропологическите резултати на психодинамичната психология, бихейвиоризма и теорията за потребностите на Ейбрахам Маслоу, са незадоволителни, което на езика на Виктор Франкъл означава „неавтентични“.
Лого-теорията конструира човешкото битие като отворено към света. Личността съществува, не за да задоволява своите нагони или потребности, не единствено за да оцелява, а най-вече, за да се справя със задачите, които животът назначава и така да обезпечава смислово личния си житейски път: „Човешкото съществуване не е автентично, ако не е изживяно като самотрансцендиране“. Човекът не е самозадоволяващо се битие, той съществува, за да бъде в-света, а не за да бъде в-себе си: „оцеляването зависи от насочеността към „за какво“ или „за кого“. Затова и смисълът в живота, макар и персонален, никога не е субективен, защото винаги идва „отвън“, вследствие на срещата между личността и обективния свят, в който се намират задачите и ценностите. А ценностите не се правят, те не са субективни решения, а универсални смисли.
Ценността на екзистенцията произтича от отговорността – готовността на личността да участва в света, независимо от обстоятелствата. Отговорността, мислена логотерапевтчино, е многоизмерна и изисква по-скоро гъвкавост, отколкото праволинейно посвещаване на една кауза. Отговорността означава ангажиране с ценности, а ценностният свят е достатъчно голям, за да предложи възможности за достоен живот дори и при най-тежките условия.
Франкъл формулира три основни групи ценности, които според него покриват целия спектър на човешката отговорност:
1. ценностите на творчеството са свързани с професионалната реализация;[30]
2. ценностите на преживяването отговарят на задачата да се преживява радост, щастие и любов;[31]
3. ценностите на нагласата стават приоритет при условия, в които животът не е „нито творчески плодотворен, нито богат на преживявания“.[32]

Последната група ценности се мисли от Франкъл като „едно ново царство на ценностите, които с положителност спадат към най-висшите“. Става дума за ценността на понасянето на неизбежните затруднения в живота.
Като терапевт Франкъл предпочита да мисли себе си най-вече като лекар и психиатър, който използва традиционни за професията средства, каквито са фармакотерапията и електро-конвулсивната терапия: „Аз съм далеч от това да подценявам такива ценни психиатрични предимства като електро-конвулсивна терапия, успокоителните лекарства или дори лоботомията“. В своя защита той казва:
| „ | Няма a priori възражение срещу „инжекцията и електрошока“. (…) В отделението по неврология към Виенската поликлиника моят екип използва медикаменти, а ако се налага, дори електрошок, и въпреки това мога да твърдя, че не е било упражнено посегателство върху човешкото достойнство на пациентите. От друга страна, познавам много дълбинни психолози, които биха се отвратили при мисълта да се предписват лекарства, да не говорим за електрошок, но по силата на тяхната идея за човека, по силата на техния механистичен подход към човека, те погазват човешкото достойнство на пациентите си. | “ |

Въпреки своя психиатричен натюрел Франкъл определя логотерапията като „лечение с думи“. По време на срещата между лекаря и пациента основно значение има това, което ще бъде споделено и това, което ще бъде дискутирано.
Като строго логотерапевтични Франкъл определя две свои техники – парадоксалната интенция и дерефлексията. Според него те представляват личният му, уникален принос към психотерапевтичния инструментариум на екзистенциалните терапии и при това работят безотказно и в много кратки срокове, средно 8 сеанса, според свидетелството на Туиди.
Франкъл определя целите на лого-терапията, като лечение на неврозите, така:
- "да отнеме вятъра от платната на неврозата”;
- „да обърка сметките на неврозата“.[39]

Логотерапевтът има за цел да изненада, да обърка невротичната чувствителност на пациента, като се държи така, както той най-малко очаква – като отрази невротичния проблем по възможно най-абсурдния начин. В случая с дерефлексията – да не се говори за болестта, а в случая на парадоксалната интенция – да се настоява за осъществяване на най-големите страхове. В действителност парадоксална интенция започва с хуморизиране на симптома и завършва с насърчаването на пациента с фобии или натрапливости да си представи по възможно най-реалистичния начин как преживява своите най-страшни опасения.

### Ноогенна невроза
В Теория и терапия на неврозите Франкъл определя ноогенните неврози като неврози, възникнали от духовното:
| „ | Човек, който живее с напрежението на един конфликт на съвестта или под натиска на духовен проблем, както и човек в екзистенциална криза, може да заболее невротично. | “ |

И още:
| „ | Ноогенните неврози не възникват от конфликтите между нагоните и инстинктите, а по-скоро от екзистенциални проблеми. Измежду тези проблеми важна роля играе фрустрацията на волята за смисъл. | “ |

Ноогенните неврози са относително рядко срещани душевни състояния, по данни на Франкъл, представляващи 20% от общия брой невротични заболявания

### Екзистенциален вакуум
„Екзистенциален вакуум“ е понятие, което Франкъл пуска в обращение през 1955 г., обобщавайки своите, вече описани през 1946 г., интуиции за болестта на времето. Тъй като логотерапията тръгва от предпоставката за една вродена „воля за смисъл“ у човека, трябва да се очаква, че тъкмо нейната „изправност“ ще гарантира на човека някаква форма на „добър живот“. Волята за смисъл е логотерапевтичен концепт, описващ и обясняващ основната движеща сила на човешкото поведение – става дума за естествен „подтик“ да се живее съобразно някаква ценностна логика. Човекът не може да живее без да оформя своите преживявания като събития, чието съдържание надхвърля непосредствено даденото. „Аз съм на 22, имам образователна степен, кола, сигурност и повече секс и власт, отколкото реално мога да използвам“ – пише на Франкъл един американски студент – „остава ми само да си обясня какво означава всичко това“. Всеки иска и може да разбира живота си; това е посланието на понятието „воля за смисъл“.
Екзистенциалният вакуум е феномен на следвоенния икономически и социален растеж, когато обикновеният човек се оказва атакуван от няколко неблагоприятни фактора. Първо, „увеличение на неангажираното в работа време“ и после, „загуба на инстинктивната подсигуреност на живота“ и „на традициите, които са насочвали човека в по-предишни времена“. Общият резултат от тези на пръв поглед атрактивни новости е масовото невротизиране на обществата. Хората, които иначе разпознават себе си като сравнително задоволени в материално и емоционално отношение индивиди, са нерядко депресирани, агресивни или зависими. Причината за това според Франкъл трябва да се търси в новите затруднения, пред които е изправена волята за смисъл, особено т.нар. от него редукционизъм – гледната точка, според която човекът и ценностите не са нищо друго освен „биохимичен механизъм“ и „хомеостатично задържане в рамките на процеса стимул-реакция“. Хората вече не знаят какво искат, нито какво трябва да правят и това неминуемо се отразява на ентусиазма и енергията за живот: „Редукционистката интерпретация на ценностите е в състояние да подкопае и да разруши ентусиазма на младите“. Екзистенциалният вакуум обозначава колективното затруднение да се живее страстно и с вяра в значимостта на делата.

## Книги
На български език
- „Смисълът в живота. Увод в логотерапията“, Фондация „Отворено общество“, 1994
- „Увод в логотерапията: Смисълът на живота“, Планета 3, Нов български университет, 2000 (Оригинално заглавие: „Човекът в търсене на смисъл“)
- „Ненаписаното в моите книги“, Изд. Леге Артис, 2000
- „Теория и терапия на неврозите“, Изд. Лик, 2001
- „Лекарят и душата“, Леге Артис, 2001
- „Воля за смисъл“, Леге Артис, 2011
- „Човекът в търсене на смисъл“, Изд. Хермес, 2013 (По съдържание отговаря на Увод в логотерапията на изд. Планета 3)
- „Човекът в търсене на висш смисъл“, Изд. Хермес, 2016
- „Психотерапия и екзистенциализъм“, Изд. Леге Артис, 2017
- „Теория и терапия на психичните разстройства“, Изд. Леге Артис, 2018
- „Когато има за какво да живееш“, Изд. Изток-Запад, 2018
- „Да! на живота въпреки всичко. Автобиография“, Изд. Леге Артис, 2020 (По съдържание е като Ненаписаното в моите книги + неиздавана студия Философия и психотерапия)
- „За смисъла на живота“, Изд. Леге Артис, 2021

На английски език
- Man's Search for Meaning. An Introduction to Logotherapy, Beacon Press, Boston, MA, 2006. ISBN 978-0-8070-1427-1
- The Doctor and the Soul, (оригинално заглавие Ärztliche Seelsorge), Random House, 1955
- On the Theory and Therapy of Mental Disorders. An Introduction to Logotherapy and Existential Analysis, Translated by James M. DuBois. Brunner-Routledge, London-New York, 2004. ISBN 0-415-95029-5
- Psychotherapy and Existentialism. Selected Papers on Logotherapy, Simon & Schuster, New York, 1967. ISBN 0-671-20056-9
- The Will to Meaning. Foundations and Applications of Logotherapy,New American Library, New York, 1988 ISBN 0-452-01034-9
- The Unheard Cry for Meaning. Psychotherapy and Humanism, Simon & Schuster, New York, 2011 ISBN 978-1-4516-6438-6
- Viktor Frankl Recollections: An Autobiography.; Basic Books, Cambridge, MA 2000. ISBN 978-0-7382-0355-3
- Man's Search for Ultimate Meaning. (A revised and extended edition of The Unconscious God; with a Foreword by Swanee Hunt). Perseus Book Publishing, New York, 1997; ISBN 0-306-45620-6. Paperback edition: Perseus Book Group; New York, July 2000; ISBN 0-7382-0354-8